# Форос (шахматный турнир)
Форо́с — международный турнир по шахматам. Проводился с 2006 по 2008 год в Форосе (Крым).
Спонсор — авиакомпания «Аэросвит». Контроль времени — 120 минут каждому участнику на всю партию с добавлением 30 сек. после каждого хода, начиная с первого. Места определяются по количеству набранных очков. В случае равенства очков у двух или более участников места определяются (в порядке приоритетов) по: результату личной встречи; системе Зоннеборга — Бергера; количеству побед.
В турнире 2006 года победил Сергей Рублевский (Россия).
В турнире 2007 года приняло участие 12 шахматистов: Пётр Свидлер (Россия, 2736), Василий Иванчук (Украина, 2729), Дмитрий Яковенко (Россия, 2708), Алексей Широв (Испания, 2699), Ливиу-Дитер Нисипяну (Румыния, 2693), Кришнан Сашикиран (Индия, 2690), Павел Эльянов (Украина, 2686), Сергей Карякин (Украина, 2686), Сергей Рублевский (Россия, 2680), Леньер Домингес Перес (Куба, 2678), Люк ван Вели (Нидерланды, 2674), Александр Онищук (США, 2663). Средний рейтинг турнира — 2693,6. Победу одержал Василий Иванчук.
В 2008 году в числе участников были международные гроссмейстеры в возрасте от 18 до 45 лет — Магнус Карлсен (Норвегия), Пётр Свидлер (Россия), Василий Иванчук (Украина) Алексей Широв (Испания), Сергей Карякин (Украина), Дмитрий Яковенко (Россия), Евгений Алексеев (Россия), Павел Эльянов (Украина), Андрей Волокитин (Украина), Нисипяну Ливиу-Дитер (Румыния), Ван Вели Люк (Нидерланды) и Александр Онищук (США). Победителем стал Магнус Карлсен.